# Gobiobotia longibarba
 Gobiobotia longibarba és una espècie de peix de la família dels ciprínids i de l'ordre dels cipriniformes que es troba a la Xina.